# Francine Fox
Francine Anne Fox (Washington, 16 de marzo de 1949) es una deportista estadounidense que compitió en piragüismo en la modalidad de aguas tranquilas.
Participó en los Juegos Olímpicos de Tokio 1964, obteniendo una medalla de plata en la prueba de K2 500 m.

## Palmarés internacional
| Juegos Olímpicos | Juegos Olímpicos | Juegos Olímpicos | Juegos Olímpicos |
| Año              | Lugar            | Medalla          | Evento           |
| ---------------- | ---------------- | ---------------- | ---------------- |
| 1964             | Tokio (Japón)    | Medalla de plata | K2 500 m         |